# بتا-هیدروکسی‌بوتیریل-کوآ
بتا-هیدروکسی‌بوتیریل-کوآ (به انگلیسی: Beta-Hydroxybutyryl-CoA) با فرمول شیمیایی C۲۵H۴۲N۷O۱۸P۳S یک ترکیب شیمیایی با شناسه پاب‌کم ۶۴۴۰۶۵ است. که جرم مولی آن ۸۵۳٫۶۲۵ g/mol می‌باشد. 